# Jos Donvil
Jos Donvil is een Belgisch bestuurder.

## Levensloop
Donvil studeerde economie aan de Katholieke Universiteit Leuven. Hij werkte achtereenvolgens voor snoepfabrikant Mars, voedingsbedrijf Kraft Foods, Quick-Step-producent Unilin en telecomoperator BASE, waar hij in 2012 CEO werd. In september 2016 verliet hij BASE voor het Waalse kabelbedrijf en telecomoperator VOO. Donvil was naast CEO van VOO ook financieel directeur van de intercommunale Nethys, de moederholding van VOO. In september 2020 werd Donvil als CEO van VOO vervangen.
In oktober 2020 werd hij operationeel en commercieel directeur van voetbalclub RSC Anderlecht. In januari 2021 volgde hij Karel Van Eetvelt op als CEO van Anderlecht. In oktober 2021 nam Donvil reeds ontslag omdat hij vond dat de samenwerking tussen hem, voorzitter Wouter Vandenhaute en sportief directeur Peter Verbeke niet liep zoals hij verhoopte. Sinds juni 2022 is hij CEO van Trooper, een start-up die verenigingen helpt om geld in te zamelen.
Donvil was van mei 2017 tot oktober 2022 niet-uitvoerend bestuurder van bpost. In 2019 was hij de favoriete kandidaat van bpost-voorzitter François Cornelis om Koen Van Gerven als CEO van bpost op te volgen. Uiteindelijk werd Jean-Paul Van Avermaet de nieuwe CEO van het postbedrijf. In oktober 2022 werd hij CEO van bpost België.
Hij is eveneens voorzitter van de provinciale fusievoetbalclub KFC Wambeek-Ternat.